# Leptomenes vulneratus
Leptomenes vulneratus är en stekelart som först beskrevs av Henri Saussure.  Leptomenes vulneratus ingår i släktet Leptomenes och familjen Eumenidae. Inga underarter finns listade i Catalogue of Life.